# Richard Engländer (Musiker)
Bernhard Wilhelm Otto Richard Engländer (* 17. Februar 1889 in Leipzig; † 16. März 1966 in Uppsala, Schweden) war ein deutscher Musikwissenschaftler, Komponist und Cembalist.

## Leben

### Ausbildung in Leipzig und Berlin
Engländer kam als Sohn des Reichsgerichtsrats Bernhard Engländer in Leipzig zur Welt. Seine Mutter Rosalie war eine geborene Pringsheim; zur Verwandtschaft Engländers gehörten unter anderem Katja Mann und Max Liebermann. Die Familie jüdischer Herkunft, der väterlicherseits zahlreiche bedeutende Naturwissenschaftler und Juristen entstammten, war bereits zu Beginn des 19. Jahrhunderts zum Protestantismus konvertiert.
Engländer besuchte die Thomasschule zu Leipzig. Anschließend studierte er am Leipziger Konservatorium. Zu seinen Lehrern am Konservatorium gehörten Paul Klengel (Cello), Leonid Kreutzer (Klavier) und Karl Straube (Orgel). Bei Joseph Gustav Mraczek (1878–1944) in Dresden ließ er sich in Kompositionslehre ausbilden. An der Universität Leipzig lernte er Musikwissenschaft bei Hugo Riemann und Arnold Schering sowie Germanistik und Geschichte. Im Jahr 1908 ging Engländer nach Berlin und erweiterte seine musikwissenschaftlichen Kenntnisse bei Johannes Wolf und vor allem Hermann Kretzschmar, der ihm „das Ideal für einen jungen, musikinteressierten Studenten zu bedeuten schien“.
Er unternahm Studienreisen nach Italien, Schweden und Dänemark, wo er vor allem zu Johann Gottlieb Naumann forschte. Er beendete 1914 seine Dissertation zum Thema Johann Gottlieb Naumann als Opernkomponist und wurde 1916 zum Dr. phil. promoviert. Die Dissertationsschrift erschien in erweiterter Form 1922 unter dem Titel Johann Gottlieb Naumann als Opernkomponist. Mit neuen Beträgen zur Musikgeschichte Dresdens und Stockholms und gilt als Hauptwerk Engländers.

### Jahre in Dresden
Engländer nahm am Ersten Weltkrieg teil, wurde verwundet und mit dem Eisernen Kreuz ausgezeichnet. Er kam 1919 nach Dresden und arbeitete unter anderem als Cembalist und Lehrer. Fritz Busch engagierte ihn 1922 als seinen Assistenten an der Semperoper. Er wirkte als Korrepetitor und stellvertretender Leiter des Opernchores und war so an der Einstudierung wegbereitender Aufführungen beteiligt, darunter der Inszenierung von Boris Godunow in der Spielzeit 1922/23 unter der Mitwirkung von Issai Dobrowen, dem von Max Slevogt ausgestatteten Don Giovanni (1924) und den Uraufführungen der Opern Intermezzo (1924), Doktor Faust (1925) und Cardillac (1926), die „in die Operngeschichte eingegangen sind“.
An der Oper des Bühnenvolksbundes wirkte Engländer als Kapellmeister und lehrte ab 1926 Musikgeschichte an der Orchesterschule der Sächsischen Staatskapelle. Regelmäßig veröffentlichte er Artikel über das Dresdner Musikleben in Zeitschriften, darunter dem Dresdner Anzeiger.
Die Dozentenstelle musste der von den Nationalsozialisten aus „rassischen“ Gründen verfolgte Engländer 1935 aufgeben. Als Pianist und Cembalist durfte er nicht mehr öffentlich auftreten und verdiente sich Geld mit Privatunterricht. Ab 1937 wurde er mehrfach verhört und 1939 verhaftet und nach Gaaden bei Wien gebracht, jedoch nach Einsatz von Bekannten freigelassen. Ein Teil seines Vermögens wurde enteignet. Im Jahr 1939 gelang Engländer die Flucht nach Schweden.

### Exil in Schweden
Engländer ließ sich in Uppsala nieder. Seinen Lebensunterhalt bestritt er zunächst mit Klavierunterricht sowie dem Cembalospiel im Dom zu Uppsala. Im Jahr 1948 wurde er Musikdozent an der Universität Uppsala und erhielt 1955 von dieser Universität die Ehrendoktorwürde verliehen. Bereits 1952 hatte Engländer für kurze Zeit Knud Jeppesen (1892–1974) an der Universität Aarhus in Dänemark vertreten. Am 17. Dezember 1965 wurde ihm von König Gustav VI. Adolf der Titel „Professor“ verliehen.
Bereits im Oktober 1965 war Engländer nach einem Kollaps ins Krankenhaus eingeliefert worden. Engländer verstarb 1966 kurz nach seinem 77. Geburtstag in Uppsala. Die Trauerfeier fand im Dom zu Uppsala statt. Sein Nachlass wird von der Universitätsbibliothek in Uppsala verwaltet.

## Wirken
Engländers Ideal war es, „den ausübenden Musiker und den Wissenschaftler in einer Person zu vereinen“, und so wechselten sich in Engländers Leben musiktheoretisches Wirken mit aktivem Lehren und Musizieren ab.
In seinen musikwissenschaftlichen Werken befasste sich Engländer mit Dresden, Italien und Schweden. Hatte er sich bereits in seiner Dissertation mit dem Dresdner Komponisten Naumann auseinandergesetzt, so waren spätere Werke den Künstlern Joseph Schuster, Giovanni Andrea Bontempi und Marco Giuseppe Peranda gewidmet. In Schweden befasste er sich intensiv mit dem Komponisten Joseph Martin Kraus und veröffentlichte 1943 in Uppsala seine Monografie Joseph Martin Kraus und die Gustavianische Oper. Begonnene Projekte zur Geschichte der Gustavianischen Oper und zu den Liedkompositionen Joseph Martin Kraus’ blieben unvollendet.
Ein weiteres zentrales Werk innerhalb Engländers Schaffen stellte das zusammenfassende, 1956 erschienene Buch Die Dresdner Instrumentalmusik in der Zeit der Wiener Klassik dar. Mehrere Aufsätze Engländers befassten sich in den 1950er-Jahren zudem mit dem Komponisten Christoph Willibald Gluck. Noch im Krankenhaus kümmerte sich Engländer 1965 um die Fertigstellung der Notenedition des Gesamtwerks Glucks, die 1966 unter dem Titel Sämtliche Werke erschien. Engländer gab zwischen 1953 und 1960 zahlreiche weitere Noteneditionen bekannter Komponisten heraus, darunter Editionen zu Werken von Johann Adolph Hasse, Wolfgang Amadeus Mozart und Georg Friedrich Händel.
Eigene Kompositionen umfassten unter anderem Cello- und Gambensonaten, Werke für Männerchor, Orchesterwerke, Kammermusikwerke und Lieder für eine Stimme und Klavier, darunter Vertonungen von Werken Rainer Maria Rilkes und Richard Dehmels und Clemens Brentanos. Sie blieben bis auf drei Werke für Männerchöre, die in den 1940er-Jahren in Schweden erschienen, ungedruckt.
In einem Nachruf auf Engländer wurde auch auf seine Bedeutung als Deutscher in Schweden eingegangen:

„Schweden, das Fach Musikwissenschaft besonders in Uppsala, die musikalische Praxis im ganzen Land, in Stockholm und in Drottninghom vor allem, hat viel mit ihm verloren. Kräftige Impulse sind von ihm ausgegangen. Für Schweden war er zugleich unermüdlicher Pionier und würdiger Repräsentant der großen deutschen Musik und Bildungstradition.“

## Werke (Auswahl)
Monografien
- 1916: Johann Gottlieb Naumann als Opernkomponist (Diss.)
- 1922: Johann Gottlieb Naumann als Opernkomponist. Mit neuen Beiträgen zur Musikgeschichte Dresdens und Stockholms (erweiterte Fassung, Reprint 1970)
- 1943: Joseph Martin Kraus und die Gustavianische Oper
- 1956: Die Dresdner Instrumentalmusik in der Zeit der Wiener Klassik

Kompositionen
- 1943: Nyss juninattglabsen, Text: Åke Leander (Werk für Männerchor)
- 1943: Sensommar, Text: Åke Leander, Stockholm (Werk für Männerchor)
- 1943: Majbön, Text: Einar Malm, Stockholm (Werk für Männerchor)

Weiteren Kompositionen Engländers liegen als unveröffentlichtes Manuskript vor.
Noteneditionen
- 1953: Johann Adolf Hasse – Sonate e-Moll
- 1954: Johann Adolf Hasse – Concerto in D major
- 1955: Johann David Heinichen – Concerto grosso, G major
- 1956: Benedetto Marcello – Violin concerto
- 1960: Joseph Martin Kraus – Werke
- 1965: Benedetto Marcello – Concerto D major for violin and string orchestra
- 1966: Christoph Willibald Gluck – Sämtliche Werke

Aufsätze
- 1918: Das Ende der Opera seria in Dresden / Naumanns Clemenzia di Tito 1769; in: Neues Archiv für sächsische Geschichte und Altertumskunde, Nr. 39
- 1920: Dresden und die deutsche Oper im letzten Drittel des 18. Jahrhunderts; in: Zeitschrift für Musikwissenschaft, III/1
- 1941: Zur Frage der „Dafne“ (1671) von G. A. Bontempi und M. G. Peranda; in: Acta Musicologica
- 1955: Zur Edition von J. D. Heinichens Concerto G dur; in: Svensk Tidskrift för musikforskning